# Ahmed I.

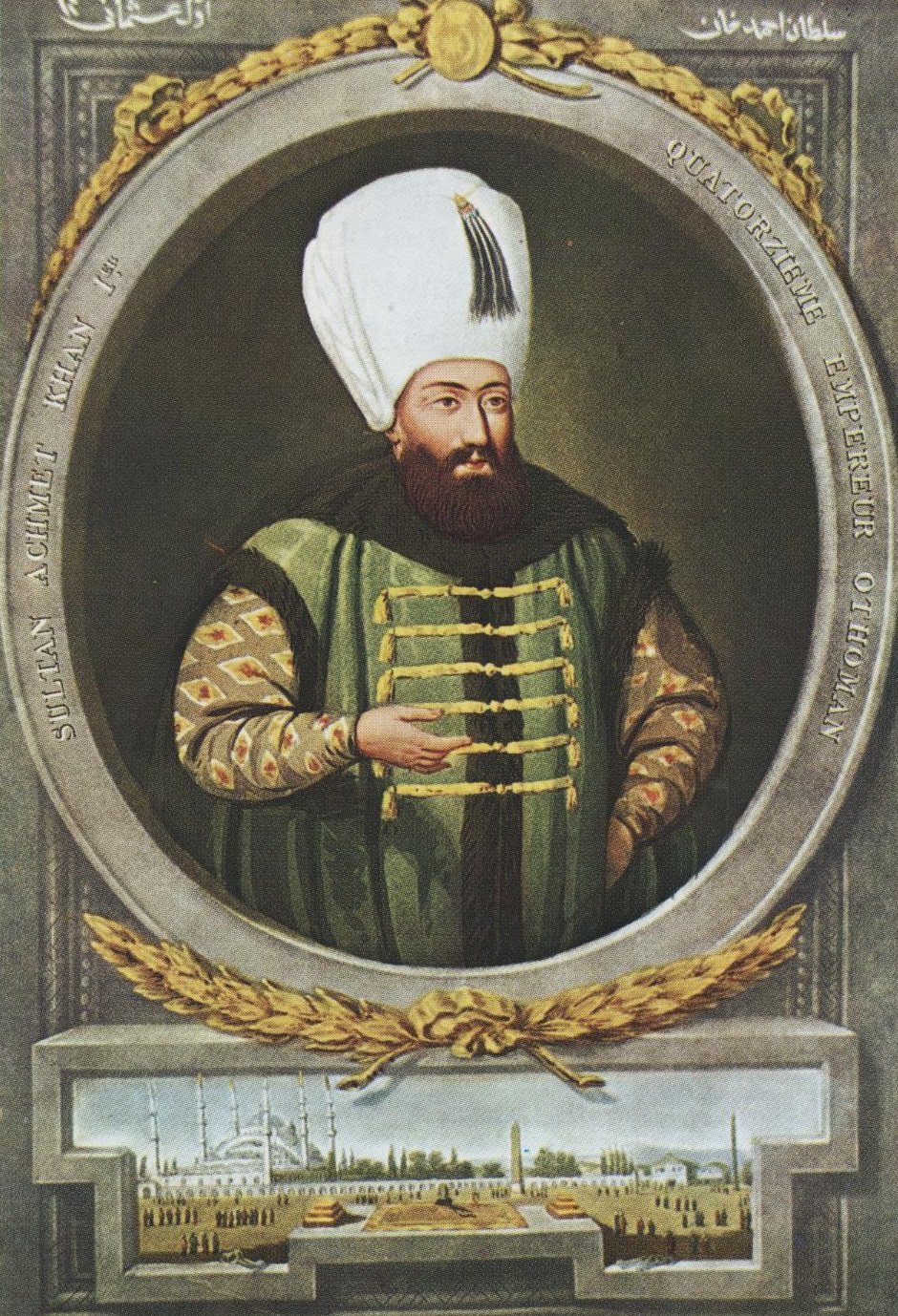
Ahmed I.

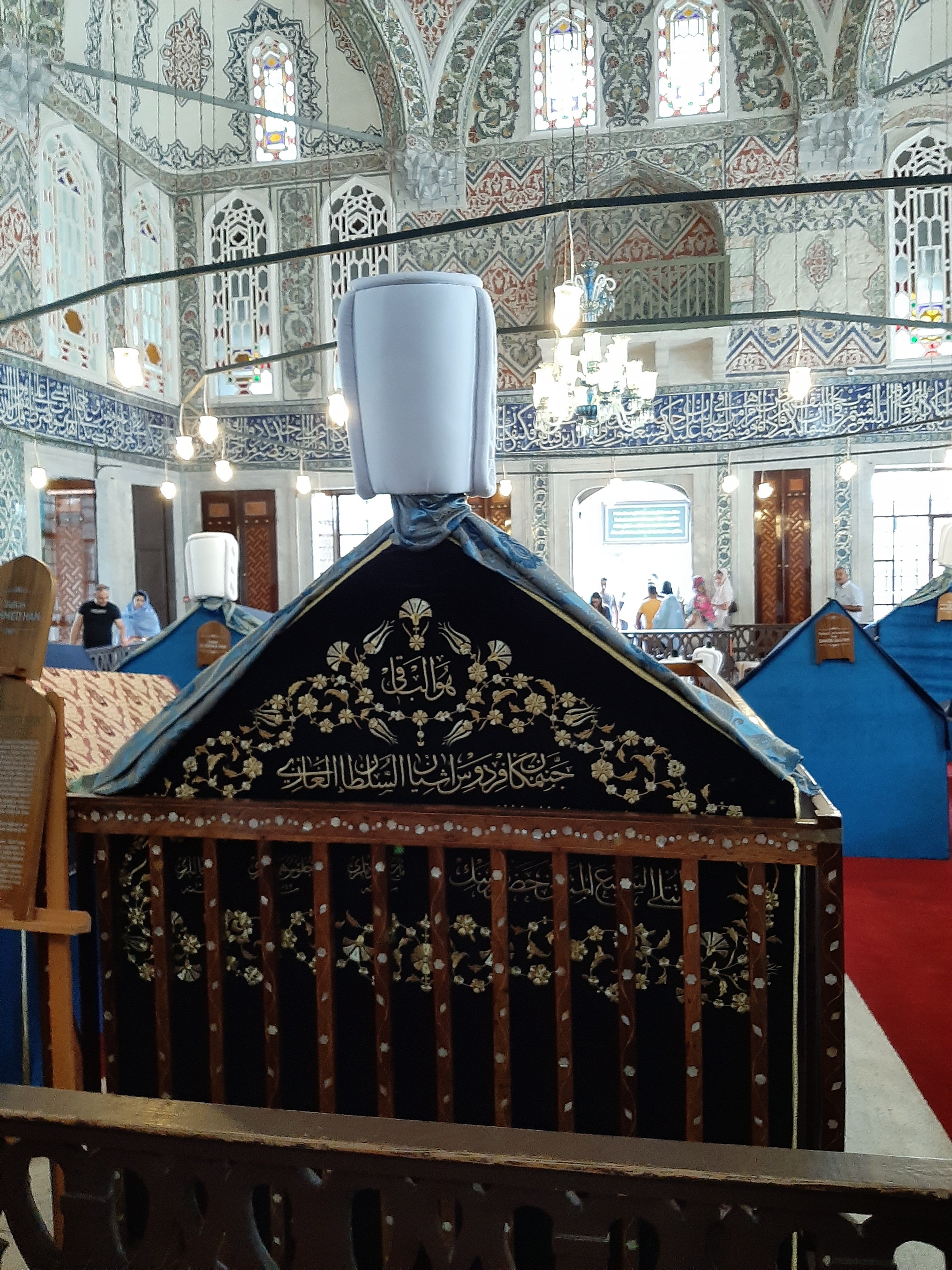
Das Grab von Sultan Ahmed in der Sultan-Ahmed-Moschee Istanbul

Ahmed I. (geboren 18. April 1590 in Manisa; gestorben 22. November 1617 in Istanbul) war von 1603 bis 1617 Sultan des Osmanischen Reiches.

## Leben
Ahmed war ein Sohn von Mehmed III., dem er 1603 als 13-Jähriger auf dem Thron folgte. Damit war er der erste osmanische Sultan, der minderjährig die Herrschaft übernahm. Er folgte nicht dem Brauch, direkte Konkurrenten um den Thron, wie seinen Bruder Mustafa, ermorden zu lassen. Dieser folgte ihm schließlich als Sultan nach. Dafür ließ er seine Großmutter Safiye, welche bis zu seiner Thronbesteigung die Regierungsgeschäfte geführt hatte, im Leanderturm 
(Kız Kulesi) einsperren.
Ahmed I. hatte zwei Frauen. Die erste war Mahfiruze Hatice Sultan, die Mutter Osmans II. Seine zweite Frau war Kösem Mahpeyker, mit der er offiziell verheiratet gewesen sein soll und neun Kinder hatte: die Söhne Mehmet, Murad IV., Ibrahim I., Kasim, Süleyman und die Töchter Ayşe Sultan, Fatma Sultan, Gevherhan Sultan sowie Hanzade Sultan. 
Am Anfang seiner Regierungszeit zeichnete er sich durch Entschlusskraft aus. Die Kriege in Ungarn (Dritter Österreichischer Türkenkrieg, genannt Langer Türkenkrieg) und in Persien (Osmanisch-Safawidischer Krieg (1603–1618)), die seine Thronbesteigung begleiteten, endeten für das Osmanische Reich jedoch ungünstig. Sein Prestige erlitt mit dem 1606 unterschriebenen Friedensvertrag von Zsitvatorok, der die jährlichen Tributzahlungen durch Österreich abschaffte, einen ersten Dämpfer.
Während des Rests seiner Amtszeit gab sich Ahmed dem Vergnügen hin. Demoralisierung und Korruption in der öffentlichen Verwaltung wurden nun ebenso allgegenwärtig wie die Disziplinlosigkeit in den Rängen der Armee. Man sagt, dass der Genuss von Tabak bei den Türken unter Ahmed I. eingeführt wurde.
Ahmed I. ist heute vor allem als Erbauer der Sultan-Ahmed-Moschee (Blaue Moschee) bekannt. In seiner Regierungszeit wurde auch der Aynalıkavak-Palast gebaut.

## Tod
1617  erkrankte er an Typhus und starb daran in der Nacht vom 21. auf den 22. November im Alter von 27 Jahren. Er wurde in einem angrenzenden Mausoleum der Blauen Moschee begraben.